# Eupseudosoma grandis
Eupseudosoma grandis är en fjärilsart som beskrevs av Rothschild 1909. Eupseudosoma grandis ingår i släktet Eupseudosoma och familjen björnspinnare. Inga underarter finns listade i Catalogue of Life.